# 康すおん
康 すおん（かん すおん、朝: 간 수온, 1959年7月24日 -）は、日本の俳優。大阪府出身。

## 来歴・人物
在日3世。大阪明星高校卒業。明治大学中退。
幼少より甲子園を目指し、名門、大阪明星高校に進学し5番サードで活躍するが、3年生途中で怪我の為野球を断念。大学進学後は音楽活動（ブルース）に没頭する。
二十歳のころ芝居に生きることに決め、あらゆる劇団を受けたが全て落ち、唯一前進座がプロの俳優を募集しており、プロと名乗ってオーディションを受け合格する。河原崎國太郎 (5代目)に師事する。
その頃映像にも興味が沸き、師匠に相談し、それならば癖がついていない内に進むべきだと勧められ、劇団をやめる。俳優仲間と舞台や実験即興などのパフォーマンスを行っていた。映像デビューは遅く、34歳でテレビデビュー、40歳で映画デビューをした。
高校の野球部の同期には政治家樽床伸二がいる。当代の河原崎國太郎は前進座の同期である。

## 出演作品

### 映画
- 金融腐蝕列島（呪縛）（1999年）- 株主189番
- 新・仁義なき戦い（2000年）- 友田三郎
- 東京マリーゴールド（2001年）- 原田課長
- みすゞ（2001年）- 郵便夫
- ミスター・ルーキー（2002年）- 草野球キャッチャー
- KT（2002年）- 尹英学
- 竜馬の妻とその夫と愛人（2002年）- 佐々木高行
- リアリズムの宿（2004年）- ポンちゃん（喫茶店の中年男）
- HAZAN（2004年）- 現田市松
- ヴィタール（2004年）- 刑事
- レディー・ジョーカー（2004年）- パチンコ屋店長
- 亡国のイージス（2005年）- 行の父
- アダン（2006年）- 日展の審査員
- キャッチボール屋（2006年）- 草野球の監督
- 長州ファイブ（2006年）- 久木村利休
- 悪夢探偵（2007年）- 大石の次男
- 松ヶ根乱射事件（2007年）- 立原勇三
- きみの友だち（2008年）- 和泉典文
- マイ・バック・ページ（2011年）- 高峰（刑事）
- もらとりあむタマ子（2013年）- 善次（タマ子の父）
- 私の男（2014年）- タクシー会社の運転手
- 味園ユニバース（2015年）- 店主/ホームレス/塚田/大森和雄（4役）
- 十字架（2016年）- 大貫
- ひと夏のファンタジア（2016年）- ケンジ
- ディアスポリス DIRTY YELLOW BOYS（2016年）- 金本
- 永い言い訳（2016年）- 大下巡査部長
- 恋愛奇譚集（2017年）- 山口克彦
- 武曲 MUKOKU（2017年）- 田所
- ハード・コア（2018年）- 水沼
- ソワレ（2020年）- 小原茂雄
- ヤクザと家族 The Family（2021年）- 豊島徹也
- すばらしき世界（2021年）- 大下潤之助
- さがす（2022年）- 村田（生活安全課の刑事）
- アンダーカレント（2023年） - サブじい（田島三郎）[1]
- パレード（2024年）‐角田
- 化け猫あんずちゃん（2024年）- 弦巻のおじいちゃん

#### 短編映画
- 日韓合同プロジェクト「겁쟁이（腰抜け）」（2017年）- 黒澤

### テレビドラマ
- 連続テレビ小説「ぴあの」（NHK）- 高山明夫 役
- 金曜時代劇（NHK) 
  - 十時半睡事件帖 - 矢野又平 役
  - 山田風太郎 からくり事件帖-警視庁草紙より- - 今井信郎 役
- NHK大河ドラマ
  - 徳川慶喜（1998年） - 川村恵十郎 役
  - いだてん〜東京オリムピック噺〜（2019年） - 前畑福太郎 役
  - 鎌倉殿の13人（2022年） - 佐々木秀義・医者（秀義の孫）（二役）
- 時代劇ロマン「藤沢周平の人情しぐれ町」（NHK) - やくざ男 役
- アイノウタ（BS-i）- 藤本広也 役
- はじめての味（BS-i）- 中村孝夫 役
- キズナドラマ「バイト中、子犬」（MUSIC ON! TV）- ペットショップに来た男 役
- 木曜時代劇「次郎長 背負い富士」（NHK） - 角太郎 役
- 連続ドラマW（WOWOW）
  - 空飛ぶタイヤ - 黒田 役
  - 60 誤判対策室 第1話 - 第5話 - 古内博文 役
  - いりびと-異邦人- - 有吉喜三郎 役
- スペシャルドラマ「秋と冬のタマ子」（MUSIC ON! TV）- 善次（タマ子の父） 役
- 金曜ドラマ「ウロボロス〜この愛こそ、正義。」（TBS） - 湯浅敬一 役
- 火曜ドラマ「重版出来!」 第7話・第8話（TBS） - 牛露田獏 役
- NHKドラマ10「燕は戻ってこない」第５話　ｰ 大石茂 役（リキの父）

### 舞台・他
- 切られお富
- 法然
- 東海道四谷怪談
- セイムタイム・ネクストイヤー
- はだしで散歩
- セールスマンの死
- 苦悩・愛・夢チェーホフ
- 欲望という名の電車
- クラウンキッズカンパニー実験パフォーマンス・・・等

### MV
- millennium parade「FAMILIA」

### 雑誌
- WEBマガジン『CHIRATTO』第11回表紙対談

### CM
- ユーキャン「捨て猫OL」（2010年）- 渋川（上司） 役
- 第一生命
- ジョニーウォーカー【KEEP WALKING THEATRE】＃1「曇天吉日」（2011年 - 2013年）- 鎌田洋治 役
- MUSIC ON! TV シーズン・グリーティングID「冬の日のタマ子」
- ロート製薬「母の愛」（2014年 - 2018年）- 主人公の父 役
- 岩手県「cafe イーハトーブ - いわての くにの ものがたり -」（2015年 - 2016年） - 小原正志（父） 役
- トヨタDOGサークル「Smile Again」（2015年 - 2018年） - タロウ（父） 役
- カルピス「idle time（アイドルタイム）」（2019年 - 2020年） - 大谷肇 役
- KIRIN FIRE「息子へ・春 篇」
- ジャパネットたかた「Goods for You」（2016年）
- クレディセゾン「一緒なら、きっと、うまく行くさ……行くさ。」（2016年 - 2017年）
- ベースボールゲート「野球愛」（2017年 - 2018年）
- JT「想うた 親を想う」（2018年 ‐ 2022年）
- パチンコ・コンコルド「大人ってなんだ」（2023年 - 2024年） - ノブオ 役

## ナレーション

### テレビ番組・映画 ナレーション
- 森林王国「荘川桜」
- 日本列島水見聞記「平成、金魚は静かに泳ぐ」
- 釣りビジョン 伝心伝承「徳島編」、「愛媛編」、「長崎編」、「五島列島編」
- 農業讃歌「尾木場の田守人」
- 長編記録映画「海女のリャンさん」
- アジア朝市紀行「ソウル編」、「プサン編」、「バリ編」
- 日本列島水見聞記「金印の島から届ける旬魚」
- ふるさとの夏祭り「早池峰神楽」、「桧枝岐歌舞伎」、「深川八宮祭」、「豊年祭」
- 食育探検隊「有機の畑をしっていますか」
- ビバ☆畜産「焼尻島のめん羊牧場」
- 食育探検隊「農場はゆりかご」
- 森林王国「緑の中で乗馬療法」
- 農家製チーズ大集合「山岳のチーズ工房〜長野県松本市 清水牧場」
- ビバ☆畜産「農家レストラン 蔵楽」
- われら畜産人「僕の作るチーズ、湯布院うらけんチーズ工房」
- われら畜産人「フロンティア魂を貫いて」
- 森林王国「広がれ！〜乗馬療法〜」

### TV CM ナレーション
- スズキ「ケイ＆グランドエスクード」
- 岩下のビリ辛きゅうり
- KIRIN FIRE
- ソニー「Water Rock」
- J-COM

### ラジオ CM ナレーション
- 協会健保
- アサヒ黒生
- メルシャン「白水」
- 簡易保険
- KDDI
- NTTドコモ
- チェリー コカ・コーラ
- 爽健美茶 黒冴
- パナソニック リフォーム
- J-COM
- PR TIMES